# Honinbó Šúwa
Honinbó Šúwa (japonsky: 本因坊 秀和, Hon'inbó Šúwa; 1820 – 1873) byl profesionální japonský hráč go. Jeden z Tempo Four, skupiny hráčů první poloviny 19. století, a pravděpodobně nejsilnějším z nich, byl tak čtrnáctým představeným domu Hon'inbó (1847 - 1873).

## Život
Ačkoli jeho pověst je poněkud zastíněna jeho oslnivým, oddaným žákem Honinbó Šúsakem, nerozhodlo se, který z nich byl silnější. Šúsakovy hry byly krátce po jeho smrti zveřejňovány, staly se herním manuálem. Šúsaku svého učitele zbožňoval a z respektu k němu si vždy bral černé kameny, které svého hráče zvýhodňovaly.
Šúwův styl nebyl nijak výjimečný, ale dokonale profesionální. To ho řadilo mezi nejsilnější hráče.
K jeho nejdůležitějším hrám patří pravděpodobně dva turnaje z let 1840 až 1842 proti Inoue Gennan Insekimu. Obě tyto důležité hry vyhrál Šúwa s černými kameny. Gennan byl 8. dan, ale zklamal ve svém pokusu stát se Meidžinem, a Šúwa byl brán jako jeho vrstevník.
Tři jeho synové se po něm stali představenými Honinbóova domu: Honinbó Šúecu, Honinbó Šúei a Honinbó Šúgen. Konec jeho života za restaurace Meidži byl v nejhorším obdobím pro příznivce hry go. Viděl jak byla jeho rezidence v Edu (Tokio) v roce 1869 zabrána státem. Příslušníci jeho rodiny se na krátký čas přejmenovali na rod Cučija.
Jedním z významných činitelů obnovy organizovaného studia go byla skupina zvaná „Schůzka třetího dne“, tu Šúwa sám zřídil. Tato skupina přežila a významně přispěla skupině Hóenša.

## Ocenění
- V roce 2006 byl uveden v síni slávy Nihon Ki-in.

### Představení Honinbóova domu
- Předchůdce – Honinbó Džósaku
- Honinbó – 1847–1873
- Nástupce – Honinbó Šúecu